# 毛利昌三
毛利 昌三（もうり しょうぞう、1915年7月24日 - 1999年6月22日）は、日本の教育学者。

## 来歴
熊本県に生まれる。熊本県立玉名中学校、第五高等学校を経て、東京帝国大学文学部を卒業した。
東大卒業後の1940年から東京大学航空研究所航空心理部員となる。
戦後の1947年から熊本師範学校教諭となり、学制改革後の1949年からは熊本大学助教授に移る。1965年に岡山大学教育学部教授に就任した。1980年に退官し、名誉教授となる。その後、ノートルダム清心女子大学教授を1985年まで務めた。この間、1975年にNHK厚生文化事業団より研究奨励賞を受賞している。
その他の役職として日本精神薄弱研究協会評議員や岡山心理学会会長なども歴任した。